# 迪奇貝格山
47°03′55″N 8°20′29″E / 47.065316°N 8.341298°E
迪奇貝格山（Dietschiberg），是瑞士的山峰，位於該國中部，由盧塞恩州負責管轄，處於盧塞恩東北部，海拔高度684米，是當地很受歡迎的休閒區。